# Aeroporto di Savannakhet
L'Aeroporto di Savannakhet è un aeroporto internazionale situato nella città di Savannakhet nel Laos (IATA: ZVK ICAO: VLSK);serve il centro-sud del Laos e lo collega a città come la capitale, Vientiane. È noto che l'esercito americano utilizza questo aeroporto anche con aerei C-130 Hercules a supporto delle squadre impegnate nella ricerca dei resti dei militari dichiarati dispersi in azione durante la Guerra del Vietnam.